# 貞明皇后
貞明皇后（ていめいこうごう、1884年〈明治17年〉6月25日 - 1951年〈昭和26年〉5月17日）は、日本の第123代天皇・大正天皇の皇后（在位:1912年〈明治45年／大正元年〉7月30日 - 1926年〈大正15年／昭和元年〉12月25日）。諱は節子（さだこ）。お印は藤。旧名は、九条 節子（くじょう さだこ）。
昭和天皇の母。元華族。公爵・九条道孝令嬢。ハンセン病の予防など救らい事業や福祉事業、蚕糸業（絹糸）奨励などに尽力した。一夫一妻制での最初の皇后。藤原氏から立后した最後の例である。

## 生涯

### 生い立ち
1884年（明治17年）6月25日、公爵九条道孝の四女として、生母の野間幾子の実家である東京府神田錦町（現：東京都千代田区神田錦町）で誕生。道孝は明治4年（1871年）に正室和子（対馬府中藩15代藩主宗義和長女）を亡くしており、幾子は道孝の側室だった。
同年7月、東京府東多摩郡高円寺村（現：杉並区）の豪農である大河原金蔵、てい夫妻に里子に出され、『九条の黒姫様』と呼ばれるほど逞しく育つ。農家の風習の中で育てられ、栗拾いやトンボ捕りをするなど裸足で遊んだ。
高円寺村の名主である大河原家は高円寺地域の氏神・氷川神社の氏子で、大河原家の敷地内には稲荷神社の祠もあった。また、養母ていは仏教への信仰も篤く、早朝から観音経（法華経の一部）を読経しており、節子もていと共に仏壇に手を合わせていた。
1888年（明治21年）、4歳で赤坂区赤坂福吉町の九条家に戻る。

### 皇太子妃候補として
1890年（明治23年）9月1日、華族女学校（後の女子学習院）初等小学科に入学し、1893年（明治26年）には高等小学科に進級。1896年（明治28年）には初等中学科に進級する。同校では下田歌子、石井筆子、津田梅子らの指導を受けた。中でも石井筆子との師弟の絆は強く、公私の交際は生涯に亘って続いた。
当初、皇太子嘉仁親王（後の大正天皇）の妃筆頭候補として伏見宮貞愛親王の長女である禎子女王が挙げられていた。禎子女王は1893年（明治26年）5月、皇太子妃に内定し、1896年（明治29年）に明治天皇と皇后美子に拝謁する。ただ禎子女王は色白で整った容貌の持ち主だったものの、健康面を不安視する向きがあり1899年（明治32年）3月に皇太子との婚約内定は解消された。
一方の節子は、皇太子妃としてみた場合、正室の子でないことや、明治天皇が皇族出身者の入輿を強く望んでいたことなどから、政府上層部でも否定的な意見が多かった。最終的には消去法で、容貌よりも、『黒姫』と呼ばれるほど健康であることが重視され、1899年（明治32年）8月21日に皇太子との婚約が内定した。節子以外の女性に皇太子が興味を持たぬよう、皇太子は節子を含めた女性との接触を制限された。また、大河原家に保存されていた幼少期の写真は回収された。

### 皇太子妃時代
| 結婚の儀に臨む皇太子嘉仁親王（当時）と節子（1900年撮影）  |  | 結婚の儀に臨む皇太子嘉仁親王（当時）と節子（1900年撮影） |
| 結婚の儀に臨む皇太子嘉仁親王（当時）と節子 （1900年撮影） |  |                                                          |

1900年（明治33年）2月11日、満15歳（数え年17歳）で、5歳年長の皇太子嘉仁親王と婚約。同年5月10日、宮中の賢所に於いて「賢所大前の儀」を執り行った。これは、前年4月に制定された皇室婚嫁令に基づく、史上初の神前挙式であった。節子は、計5種の和装と洋装を召し、明治天皇と皇后美子への拝謁を含む諸行事をこなした。
婚儀は従来の公家様式に代わる、新たな様式であり、儀式や行事は、当時の最新マスメディアである新聞によって詳報され、一般市民の関心を集めた。そこで、翌1901年（明治34年）礼法講習会が日比谷大神宮で皇太子同妃の婚礼を模して神前結婚式を創始し、以後、ホテル結婚式・披露宴とともに日本社会に広く普及していった。
結婚式の日の様子として、医師のエルヴィン・フォン・ベルツは「東宮はお元気な様子、東宮妃は大変お美しい」と評した。一方、節子の恩師である下田歌子は、「これという取り柄が無いが、未来の国母としてわずかな欠点も無い方」という主旨の評価を新聞に寄せた。
同年5月23日から6月7日にかけて皇太子同妃は、伊勢神宮や神武天皇陵への奉告を含め、東海～近畿地方を行啓した。
還啓した皇太子同妃はそれぞれ別個に国学、漢学、フランス語等の教育を受けた。成婚当時は教育担当の女官・万里小路幸子らに宮中における礼儀作法を厳しく躾けられるが、節子妃は後年、幸子の指導が素養の醸成に大きく役立ったと感謝していた。皇太子当時は後の即位後に比べ自由な行動ができ、単身で練兵場や葉山、大磯などへ赴く。特に大磯と日光には鍋島直大侯爵の別邸があり、イタリア生まれの直大次女伊都子（梨本宮守正王と婚約中）と頻繁に会っていた。
節子妃は成婚後すぐに懐妊したため、宮中祭祀や公務には出なかった。1901年（明治34年）4月29日、満16歳（数え年18歳）で、第一皇男子の迪宮裕仁親王（のちの昭和天皇）を出産。当時、皇太子は葉山御用邸に滞在しており、4日後の5月3日、義母の皇后美子が内孫と対面するのに合わせて帰京した。迪宮は生後70日の7月7日に、川村純義伯爵に預けられた。
皇太子は地方行啓や、御用邸への滞在で不在がちであった。節子妃は孤独の中で第二子を懐妊し、精神的にも深く落ち込んだ。この頃、下田歌子が神功皇后の故事にちなんで、節子妃を励ます。1902年（明治35年）6月25日、節子妃の満18歳（数え年19歳）の誕生日に、第二皇男子の淳宮雍仁親王（のちの秩父宮）を出産。このときも皇太子は葉山御用邸に滞在しており、7月22日に東宮仮御所に戻った。節子妃と淳宮の母子は、葉山で過ごしたのち、淳宮は迪宮と同様に川村純義に預けられた。
成婚当初、皇太子と節子妃が揃って過ごす機会は少なかったが、1903年（明治36年）5月26日から6月10日まで、第五回内国勧業博覧会台覧のため皇太子同妃は大阪へ行啓する。皇太子が馬車の乗降の際に節子妃節子の手を取ってエスコートするなど、近代的な一夫一妻の良きモデル像となりつつあった。

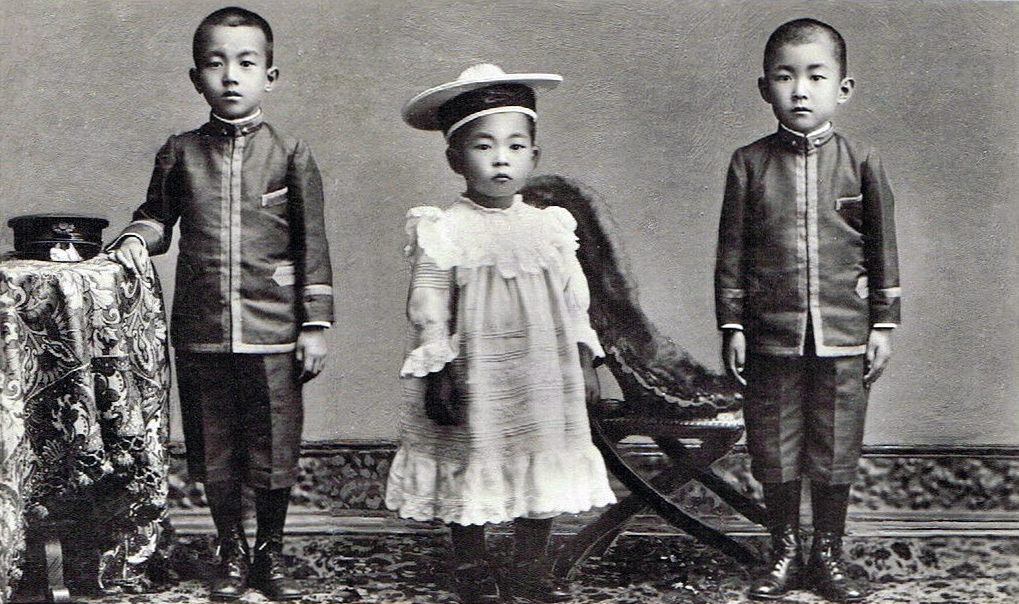
自身が出産した4人の息子たちのうち3人。
左から、長男の迪宮裕仁親王（昭和天皇）、三男の光宮宣仁親王（高松宮）、次男の淳宮雍仁親王（秩父宮）
（1906年頃撮影）

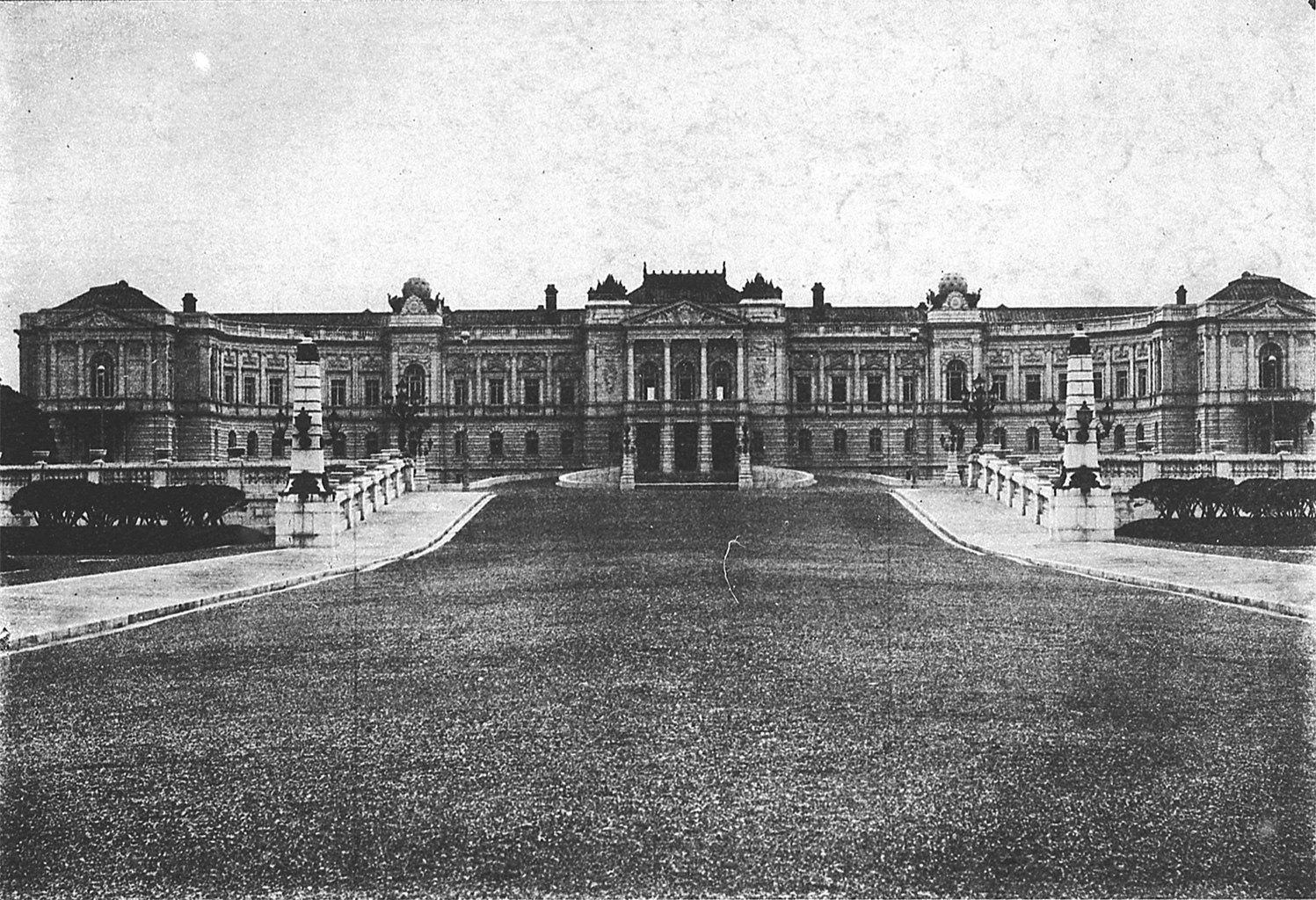
完成当初の東宮御所（現在の赤坂迎賓館）
（1909年3月撮影）

帰京後の8月10日に第三子を懐妊するが、同月25日に流産。翌年に再び懐妊し、1905年（明治38年）1月3日に第三皇男子の光宮宣仁親王（のちの高松宮）を出産した。前年に川村純義が死去しており、迪宮と淳宮は沼津御用邸に移る。3月22日、節子妃は光宮とともに沼津に行啓し、3人の親王たちとの時間を持つ。光宮はそのまま沼津御用邸に、迪宮と淳宮は青山の東宮仮御所に隣接して設けられた皇孫仮御所に移った。節子妃は母子別離の悲しみを和歌に残している。
ベルツは、帰国前の1905年（明治38年）の様子として、親子が同居していると誤解していたが、節子妃が成婚以前の快活な様子を取り戻したことや、家庭を持った皇太子にも良い影響があったと日記に記している。週に数日とは言え、家族団欒の時間を持てるようになったことは夫妻にとっての喜びである一方、やがて節子妃は第一皇子の迪宮より、第二皇子の淳宮に対する愛情を深めていく。
1907年（明治40年）10月、節子妃が長年師事した下田歌子（当時、学習院教授兼女学部長）が、同年1月に学習院院長に就任した乃木希典と対立して退職。翌1908年（明治41年）4月からは迪宮が、翌年からは淳宮が学習院に入学した。
1909年（明治42年）5月29日、皇太子同妃は横須賀に行啓し、戦艦敷島に乗艦して海軍の演習を台覧。軍事演習の台覧は節子妃にとって初めての経験であり、関連する和歌を33首も残すほど強い印象を受ける。同年には成婚祝いの新居として建設された東宮御所（赤坂離宮）が竣工するが、広大すぎて団欒には不向きであり、皇太子一家が暮らすことは無かった。
翌1910年（明治43年）頃になると、再び節子妃は精神的に落ち込んだことを示唆する和歌を遺すようになり、体重が減少した節子妃を案じる美子皇后は妃を浜離宮や葉山御用邸へ誘った。翌1911年（明治44年）1月27日、姉の大谷籌子（西本願寺法主の大谷光瑞夫人）が早世。籌子の葬儀から5日後の2月7日より葉山御用邸で静養し、3月27日に発熱、3月31日に腸チフスの診断を受ける。4月4日以降、回復傾向と伝えられ、7月1日に全快した。長期静養の間、皇太子や迪宮が葉山の節子妃を直接見舞うことは無かっったが、美子皇后は自ら賢所で祈願した米（賢所御供米）を贈った。

### 皇后時代

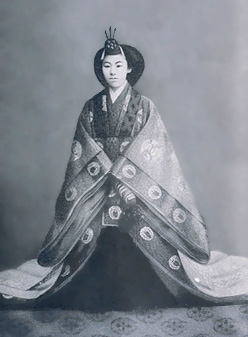
1912年、即位に際し撮影

1912年（明治45年・大正元年）7月30日、明治天皇の崩御に伴う皇太子嘉仁親王の皇位継承（践祚）により皇后となる。3年後の1915年（大正4年）11月10日に京都御所にて即位礼が行なわれたが、皇后は第4子（澄宮、のち三笠宮）を懐妊中のため欠席した。
1915年（大正4年）12月2日、第四皇男子の澄宮崇仁親王（のちの三笠宮）を出産。
翌1916年（大正5年）春、神武天皇二千五百年山稜式年祭に合わせて天皇と共に関西に行幸啓し、一部別行動をとった。3月29日に皇后は東京を発ち、名古屋を経て、4月1日に伊勢神宮を装束で参拝した。皇后の天照大神への傾倒ぶりを示すように、新婚の15年前とは参拝の方法が全く異なっていた。翌2日、春日大社を参拝後、京都で天皇と合流。翌3日は天皇とともに神武天皇陵を親拝し、4日は正倉院及び奈良帝室博物館に行幸啓。その後、単独で奈良高等女子師範学校に行啓した。皇后は正倉院御物を通じて光明皇后に対する理解を深める。4月5日、皇后は単身で京都行啓。幼少期以来の訪問となる京都御所では、前年に挙行された即位礼と同様に篝火が焚かれ、保存されていた大嘗宮に拝礼。翌4月6日は、明治天皇伏見桃山陵及び昭憲皇太后伏見桃山東陵への参拝後、九条家の菩提寺東福寺に行啓する。東福寺では、妹大谷紝子（大谷光明夫人）や九条篷子（渋谷隆教男爵夫人）、義妹九条武子（九条良致夫人）ら九条家及び京都仏教界ゆかりの人々と面会した。4月7日は京都御所紫宸殿で高御座・御帳台を見学後、関西行啓中の皇太子裕仁親王と会い、さらに翌4月8日は石清水八幡宮を参拝後、皇后の希望で二条城へ行啓した。4月9日、名古屋の熱田神宮を経由して帰京。
その後も、たびたび天皇の行幸に同行した。昭憲皇太后の後継者として、蚕糸・絹業を奨励し、1914年（大正3年）宮城内に紅葉山御養蚕所を設け、自身も養蚕（皇后御親蚕）に取り組んだ。養蚕業に関心を持ち続け、1917年（大正6年）に京都府綾部町の蚕業試験場と郡是製糸の工場を、1918年（大正7年）には東京府東多摩郡和田村の農林省蚕糸試験場を、1920年（大正9年）に関東近郊の紡績工場をそれぞれ行啓している。養蚕と並び、灯台守を支援したことでも知られる。皇室のしきたりや宮中祭祀を大切にする一方で、野口幽香、後閑菊野など近代女子教育の研究家をしばしば宮中に招いた。
日本赤十字社により、1920年（大正9年）7月に第1次ポーランド孤児救済が、1922年（大正11年）8月に第2次ポーランド孤児救済がそれぞれ行われた。この活動によって約800名のポーランド孤児が祖国への帰還を果たした。皇后は4回、見舞金を下賜している。また実際に、単独公務として福田会や日本赤十字社病院などを行啓し、収容されているポーランド孤児たちを慰問した。
華族女学校時代の恩師である石井筆子と、その夫の石井亮一が経営する日本初の知的障害者施設・滝乃川学園を物心両面から支援し、1921年（大正10年）に、滝乃川学園が園児の失火から火災を起こしたため施設が焼失し、園児にも死者が出たことから事業の継続を一時断念した石井夫妻に、内旨と下賜金を贈り、再起を促した。この縁から学園では、創立者の石井亮一・筆子夫妻、理事長の渋沢栄一に加え、貞明皇后を「学園中興の母」として語り継ぎ、今なお崇敬している。
やがて大正天皇の体調悪化が顕著となり、1919年（大正8年）秋には自ら新嘗祭を執り行えない事態となった。翌1920年（大正9年）春から、政府は天皇の体調不良を公表するようになる。
一方、皇后はハンセン病患者を支援する救癩事業に使命感を抱くようになり、1921年（大正10年）、ハンセン病療養施設「神山復生病院」に下賜金を与えて活動を支援した。皇太子裕仁親王の欧州歴訪については当初反対の立場で、下田歌子を通じ霊能者と称する飯野吉三郎の「霊旨」にも影響されていたが、やがて容認に傾いた。原敬首相は、皇后の反対理由が天皇の体調問題にあると見抜き、皇后から「政事に干渉せざる積なり」との譲歩を引き出して皇太子洋行を実現させた。皇后は神功皇后に縁深い香椎宮（福岡）や住吉大社（大阪）に使者を派遣し、皇太子の無事を祈願した。皇太子が帰国後、後宮改革に着手しようとすると、一夫一妻制を推進していたはずの皇后は難色を示した。

### 大正天皇の療養、皇后単独での活動

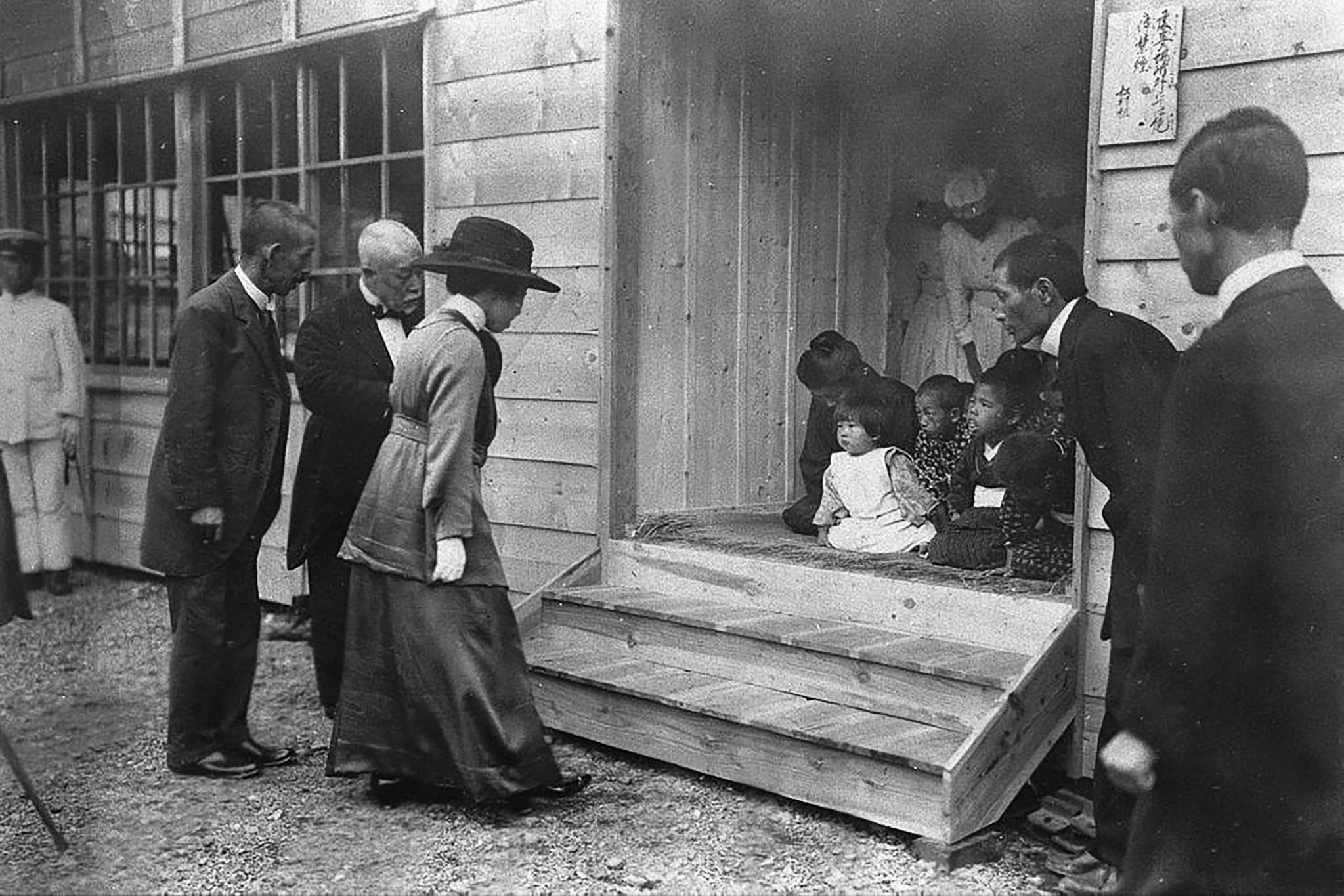
関東大震災の被災者を慰問
1923年（大正12年）9月15日

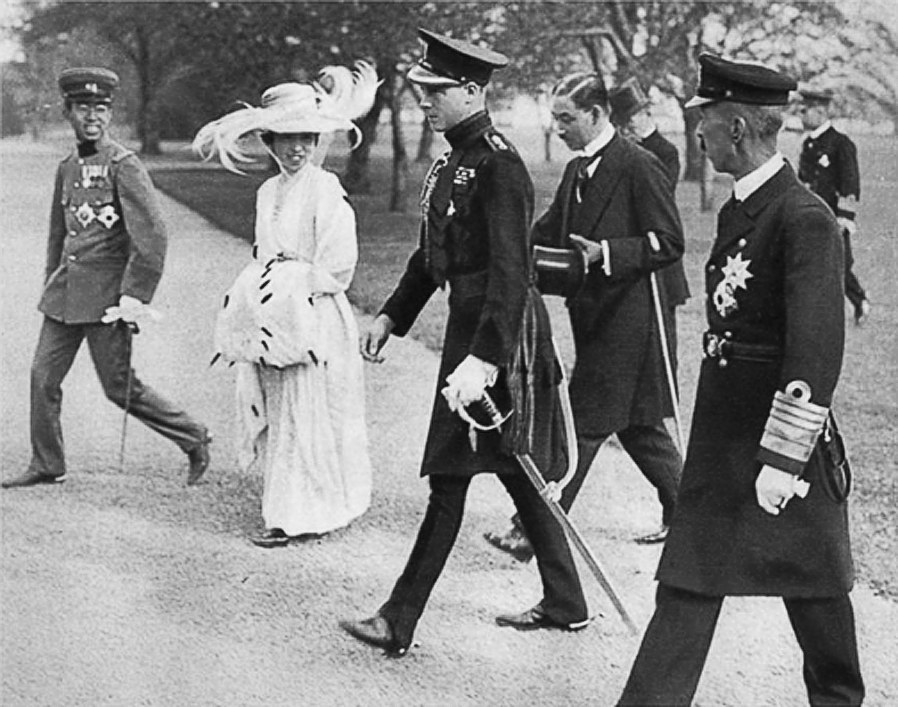
1922年（大正11年）、イギリスのエドワード王太子（後の国王エドワード8世）の訪日時、摂政裕仁親王（後の昭和天皇）とともに

1921年（大正10年）11月25日、大正天皇の「久シキニ亘ル疾患」を理由に、皇太子裕仁親王が満20歳（数え年21歳）で摂政に就任した。大正天皇は実権を喪失した。
この摂政就任に際し、その正当性の強調のため大正天皇は幼少期の病に起因した「御脳力の衰退」等の病状があることが公表されたが、天皇自身はまだ言葉や判断力も明晰で、葉山御用邸近傍に行幸することも可能だった。宮中では、在位を続けるべき派と、譲位して療養に専念すべき派で対立が続いていた。
こうした中、1922年（大正11年）3月、貞明皇后は大正天皇の快癒祈願と皇太子の訪欧からの帰国御礼のため、福岡県を行啓した。皇后の九州行啓は、神功皇后以来とされた一方、天皇が重態と推測されることから盛大な奉迎は見送る世相であった。しかし、最終的には主目的の香椎宮の他、福岡県内の神社や公的機関、経路上の厳島神社（広島県）や住吉大社（大阪府）が追加され、さらに皇后の希望で海軍兵学校在学中の第3皇子高松宮宣仁親王との面会も設けられ、皇后単独としては異例の大規模な行啓となった。こうして行啓中の3月21日、香椎宮で皇后が計20分に及ぶ長い祈りを神功皇后に捧げたのと同日、宮中では皇太子裕仁親王により春季皇霊祭が執り行われていた。

#### 貞明皇后九州行啓日程（大正11年3月9日～26日）
- 3月9日：葉山御用発　逗子駅（列車移動）→静岡駅　静岡御用邸泊
- 3月10日：静岡御用邸発　静岡駅（列車移動）→須磨駅　武庫離宮泊
- 3月11日・12日：武庫離宮滞在（住吉大社参拝）
- 3月13日：武庫離宮発　須磨駅（列車移動）→三田尻駅　毛利公爵家本邸泊
- 3月14日：毛利公爵家本邸発　三田尻駅（列車移動）→下関駅　下関港（鉄道省連絡船豊山丸で船舶移動）→門司港　（列車移動）門司駅→博多駅　黒田侯爵家濱町別邸泊
- 3月15日～18日：黒田侯爵家濱町別邸泊（香椎宮、太宰府天満宮、筥崎宮参拝）
- 3月19日）：黒田侯爵家濱町別邸泊発　博多駅（列車移動）→門司駅　標的艦摂津乗艦（軍艦移動）→安下庄湾口碇泊
- 3月20日：安下庄発→（軍艦移動）江田島海軍兵学校行啓
- 3月21日・22日：標的艦摂津滞在（厳島神社、呉鎮守府海軍工廠、広島大本営跡視察）
- 3月23日：（軍艦移動）神戸沖合碇泊
- 3月24日：武庫離宮泊
- 3月25日：静岡御用邸泊
- 3月26日：葉山御用邸還啓

1923年（大正12年）9月1日の関東大震災発生当時、天皇・皇后は日光田母沢御用邸に滞在中だった。皇后は療養中の天皇に代わる政治的主体として動き、9月13日に「宮内省巡回救療班」を設置し、計8万枚配布したビラには、皇后の御心に由来するメッセージが記されていた。秩父宮は直ちに帰京し、9月3日に被災地を巡回したが、皇太子は事態対応に追われ、巡回できたのは15日になってからだった。政府が帝都復興院を設置したのは9月27日。皇后は9月29日に帰京すると、泉橋慈善病院を訪問し、翌30日には日本赤十字社病院を皮切りに、病院や罹災者収容施設を多数訪問した。一度、日光に戻るが、10月15日に天皇と共に帰京後も精力的に被災地訪問を続けた。
震災により皇太子と久邇宮良子女王との結婚は延期されたが、この結婚について皇后は皇太子に新嘗祭を「御親祭の後式事御挙行の事」と天皇同様に行う条件をつけていた。皇太子は台湾行啓から戻った春以降、半年余りにわたって準備と練習を重ね、無事に執り行うことができた。震災以来規模を縮小していた宮中祭祀は、この新嘗祭から通常規模に戻された。また、皇后は深夜まで起きて儀式の無事を気にかけ、この夜だけで44首の和歌を詠んだ。さらに年末12月27日、虎ノ門事件に際しては、皇太子の無事を「神の守り」と感謝する和歌を詠んでいる。
1924年（大正13年）2月から5月にかけて、かねてから尊敬していた筧克彦東京帝国大学教授から「神ながらの道」の進講を受ける、皇后はますます筧の教説に深く傾倒し、筧から学ぶ楽しみを「しきしまのやまとの国をつらぬけるまことの道にすゝむたのしさ」と歌っている。宮中に筧の考案した皇国体操（やまとばたらき）を広め、筧にならって「万歳」ではなく「弥栄」を使用するようになった。
1924年（大正13年）秋、皇后は再び単独で関西を行啓した。陵墓や社寺を訪問する中、12月7日には京都御所で袿袴を着用して和歌の披講会を催し、雅楽や蹴鞠を観賞している。
1926年（大正15年）8月、天皇の体調悪化は顕著で、天皇・皇后は葉山御用邸に滞在する。同年10月21日、詔書が発せられ長慶天皇が歴代天皇に加えられたが、神功皇后は見送られた。翌22日、宮中三殿で「親告の儀」が執り行われ、皇后は典侍正親町鐘子（のち皇太后宮職御用掛）に代拝させた。儀式と同日、皇后は遺書を書いていた。高松宮はその内容について、筧克彦の書籍を秩父宮や三笠宮崇仁親王に形見分けすることや、周囲の人々への感謝が綴られていたとしている。
12月25日午前1時25分、皇后の看護や祈願も空しく、大正天皇が葉山御用邸付属邸で崩御。摂政を務めていた皇太子裕仁親王の践祚（皇位継承）および皇太子妃良子女王（香淳皇后）の立后に伴い皇后節子は皇太后となる。大正天皇の臨終の際には、皇后の意向で、天皇の生母柳原愛子を立ち会わせた。
三笠宮妃百合子によれば皇太后節子は、自身の死まで黒または紫の衣服しか着用しなくなった。

### 皇太后時代

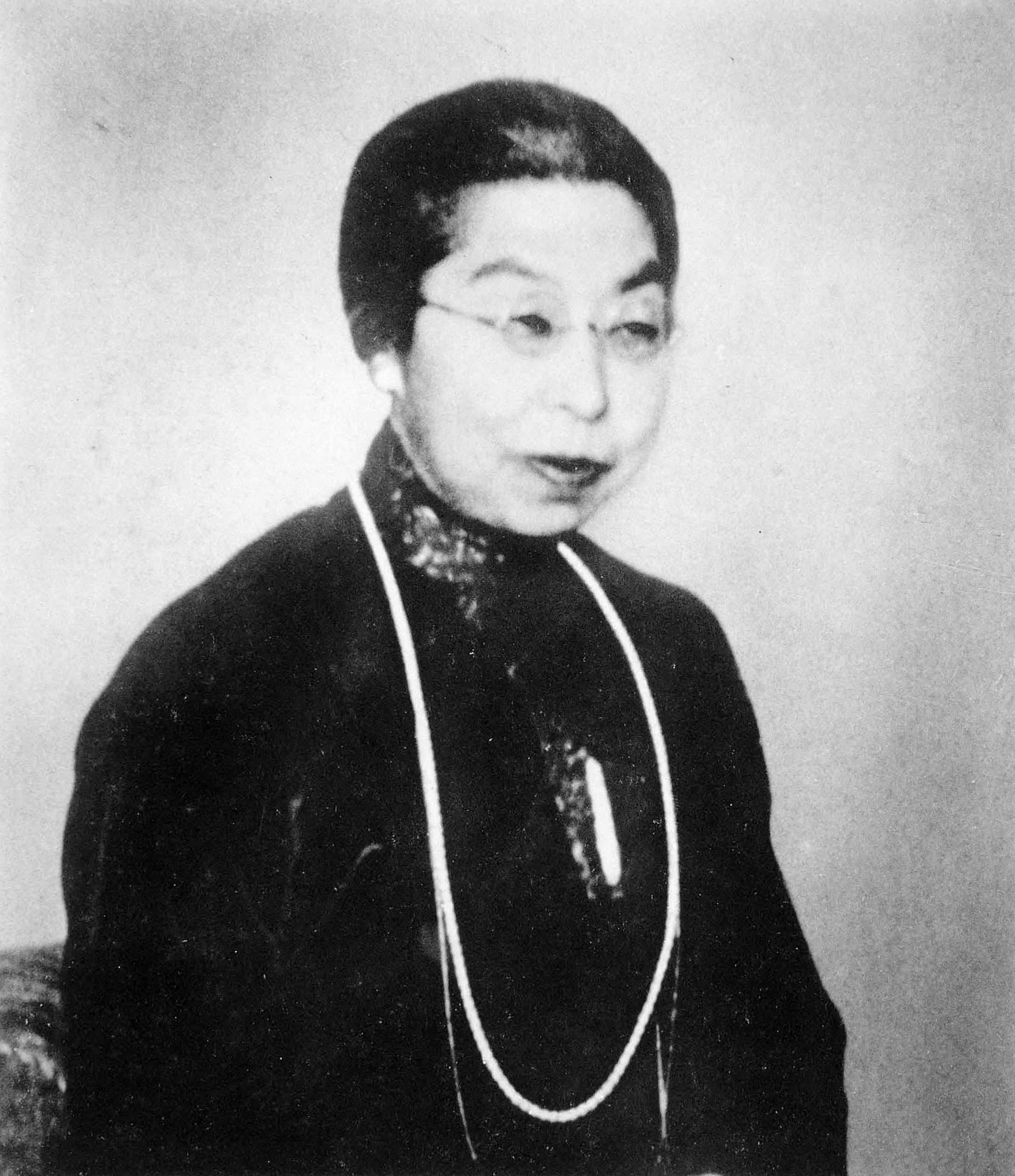
1949年撮影、満65歳頃

1927年（昭和2年）11月12日、皇太后は居所を宮城奥宮殿から青山東御所へ移す。さらに1930年（昭和5年）5月1日、赤坂離宮内に新築された御殿が新たに「大宮御所」として皇太后の居所となった。この大宮御所には皇太后宮大夫入江為守が描いた大和絵（大正天皇の遺影）が奉納された「御影殿（みえでん）」が造営され、毎日2回過ごすようになった。沼津御用邸にも「御日拝室」が設けられ、滞在中は同様に過ごした。大正天皇の崩御後、皇太后は日課の如く、朝食を終えると御影殿に向かい、その日の出来事や新聞のニュースなどを「生ける人に仕えるように」語られ、退出する時間はいつも午前11時半を回っていたという。この間は部屋へ人が入ることは絶対に許されていなかったという。
またこの年の1月21日から昭和天皇の宮中祭祀における旬祭の親拝が従来の毎月1日のみから11日、21日も行うことが正式となり天皇の宮中祭祀が激増したが、この背景には皇太后の存在があったと言われる。皇太后は天皇に対し「形式的ノ敬神は不可ナリ、真実神ヲ敬セザレバ必ズ神罰アルベシ」と語っていたという。
1931年（昭和6年）、皇太后からの下賜金をもとに「癩予防協会」が設立された。彼女の誕生日の前後が「癩予防デー」となった。なお現在は「ハンセン病を正しく理解する週間」と改称されている。皇太后の経済支援により生活が救済された患者もいる一方、「予防」のためとして強制隔離が正当化された面も否めない。また一連の活動が彼女の真意に関わらず「皇恩」「仁慈」として、その後も政治利用された側面もある。
しばし政治にも介入したようで、2・26事件後に組閣された広田広毅内閣の閣僚を呼び単独で会ったり、日中戦争で行き詰まっていた近衛文麿を激励したといい、元老西園寺公望は皇太后の政治介入を警戒していたという。
終戦前、沼津の御用邸で過ごしていた皇太后と接触の深かった山本玄峰老師は田中清玄らに、「皇太后様は、戦争でこれ以上国民に苦しみを与えたくないと、いかい（＝大変）心を痛めてござるわ」ともらしていた。鈴木貫太郎への大命降下にあたっては、「陛下は、陸軍や海軍からいろいろ無理なことを逼られて悩み抜いておられる。私は陛下が痛々しくて致し方がない。私は親を迎えたように頼りにしている。どうか親心を以て天皇陛下を御助け下さい」と述べて、鈴木を感激させたという。
一方では、戦況を理解しておらず最後まで戦争の勝利を祈る姿勢を崩さず、戦況の悪化を理解していた昭和天皇は戦争末期には母宮に会うことを恐れていたとも言われている。
大戦末期、皇太后の大宮御所を軽井沢（旧末松謙澄別邸）へ移転させる案が浮上し、別邸の改修工事が急ピッチですすめられていた。1945年5月には東京の大宮御所が空襲により焼失し、同年7月には沼津御用邸本邸も焼失。皇太后は直前まで天皇らとともに東京に残ることを望んだが、最終的には軽井沢への疎開を了承した。6月14日に疎開を勧めるため昭和天皇は大宮御所を行幸するが、天皇は訪問直前に緊張のあまり嘔吐し、翌日には終日寝込んだという。
しかし別邸の改修工事完成を目前にして終戦となり、その結果、皇太后は8月20日から4ヶ月ほど軽井沢に疎開することになった。背景には彼女を政治から遠ざけたい昭和天皇の意向があったいわれ、8月16日の夕刻から高松宮が大宮御所で4時間余りにわたって、皇太后に軽井沢疎開を説得したという。
天皇は戦争末期の1945年（昭和20年）の7月30日に宇佐神宮、8月2日に香椎宮に勅使として清水谷公揖（掌典）を、8月1日には埼玉県大宮の氷川神社に勅使として本居弥生（国学者・本居宣長の6世孫）をそれぞれ差遣して敵国撃破を祈願したが、この勅使差遣には皇太后の意向があったとみられている。
この後、1945（昭和20年）年12月5日にいったん帰京するものの、17日からは沼津御用邸西附属邸に移り、大宮御所の竣工に合わせて1946年（昭和21年）12月19日に帰京した。
1947年（昭和22年）1月5日には天皇、皇后と御祝御膳を食しており、年末年始の天皇、皇后の訪問や皇太后の参内も再開された。
皇太子明仁親王を含む九人の孫（昭和天皇の皇子女7人と三笠宮崇仁親王の子女2人）の成長を楽しみとし、孫からは「おばばさま」と慕われた。特に、甯子内親王と寬仁親王はたびたび御所に訪問したことから、一緒に羽根つきやままごと遊びを付き合った。
1951年（昭和26年）5月17日、狭心症により大宮御所で崩御。享年66。皇太子妃時代に腸チフスに罹った以外は特に大病に罹らず健康であり、この日も恒例の勤労奉仕団への会釈（挨拶）を行う予定だったが、その準備をしている時に狭心症の発作が起き、そのまま崩御した。なお当日、昭和天皇は学者たちより進講を受けており、あまりにも突然の母宮の訃報を聞きしばらく言葉が無かった。

### 大喪の儀

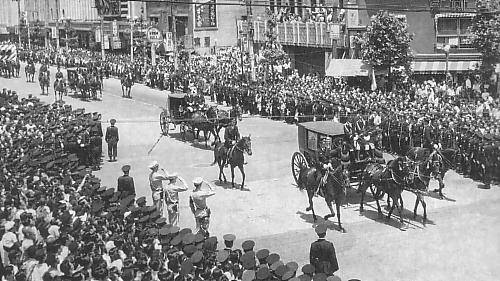
1951年（昭和26年）6月の貞明皇后大喪

1951年（昭和26年）6月7日に「貞明皇后（ていめいこうごう）」と追号され（昭和天皇勅定）、宮内庁長官より同年6月9日に官報告示が執り行われた。「貞明」の出典は、『易経』の一文「日月之道、貞明者也」（日月の道はただしくして明らかなり）から採られた。
「大喪の儀」は6月22日に豊島岡墓地で行われ、昭和天皇は以下の誄辞（るいじ、追悼の言葉）を述べている。
陵墓は多摩東陵（たまのひがしのみささぎ）。歴代皇后の中で、初めて関東の地に陵墓が造営された。
日本国憲法と現行の皇室典範に基づき葬られた最初の皇后である。戦後の新皇室典範では皇族の葬儀の規定が設けられていないこと、また当時は連合国軍最高司令官総司令部（GHQ/SCAP）による占領下であることから国葬とすることが憚られる状況にあった。このため、国葬の有無を明確にしないまま「事実上の国葬」として扱われ、大喪儀の諸儀式が行われた。
翌1952年（昭和27年）1月1日付で、皇太后宮職が廃止されたことにより、日本の後宮制度は終焉を迎えた。
宮内庁書陵部編修課で編修された公式伝記『貞明皇后実録』全52巻は、1951年（昭和26年）11月に編修が開始され、1959年（昭和34年）2月末に完成（「御年譜」も同年9月に完成）、同年4月25日に昭和天皇、香淳皇后へ、4月27日に皇太明仁親王へそれぞれ奉呈された。未刊行だが宮内庁宮内公文書館（宮内庁書陵部庁舎地階）で公開されている。

## 年譜
- 1884年（明治17年）6月25日、東京府神田区神田錦町（現：東京都千代田区神田錦町）九条殿にて誕生。
- 1890年（明治23年）9月、華族女学校初等小学科入学。
- 1893年（明治26年）9月、華族女学校高等小学科入学。
- 1896年（明治28年）9月、華族女学校初等中学科入学。
- 1900年（明治33年）2月11日、皇太子嘉仁親王と婚約、皇太子妃冊立。
- 1912年（大正元年）7月30日、皇太子嘉仁親王の践祚に伴い立后、皇后冊立。
- 1926年（昭和元年）12月25日、大正天皇崩御及び皇太子裕仁親王の践祚に伴い、皇太后冊立。
- 1951年（昭和26年）5月17日、崩御。享年66。

## 栄典
- 1900年（明治33年）5月9日 - 勲一等宝冠章[91]

## 家系

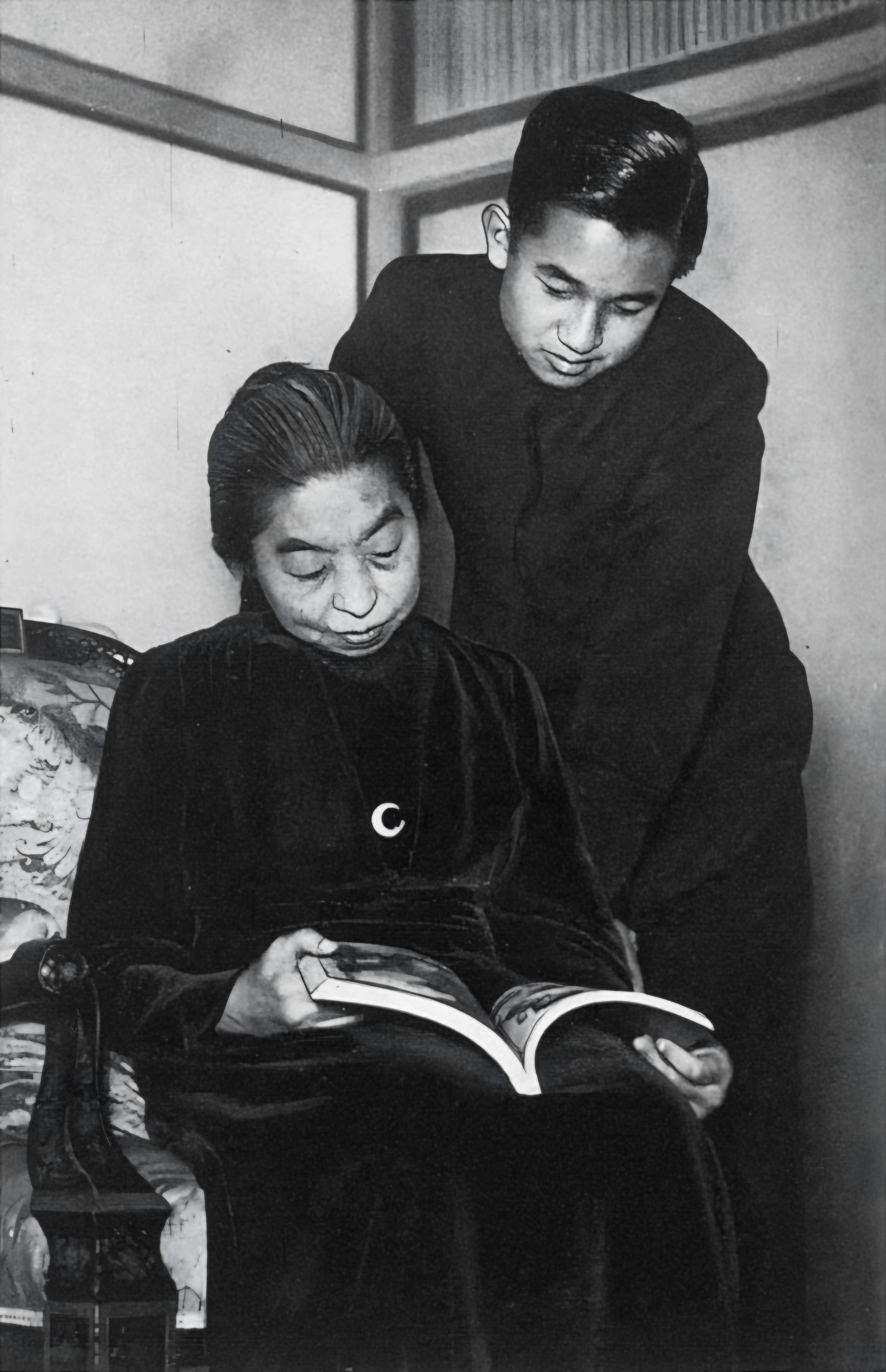
1949年（昭和24年）、明仁親王（当時16歳）とともに

父親は九条道孝。孝明天皇の女御である英照皇太后は伯母（父の姉）にあたる。
母の野間幾子（1849-1946、二条家家臣野間頼興娘、京都生まれ）は15歳で九条家に仕え、道孝の側室として、九条道実、菊麿王妃範子、大谷籌子、節子（貞明皇后）をもうけた。のちに中川局と呼ばれ、晩年は仏号を浄操院とした。
姉・範子は山階宮菊麿王の妃。同母姉・籌子は西本願寺門主・大谷光瑞の妻。異母弟・九条良致の妻は歌人として著名な九条武子である。
明治天皇とは義理の従兄妹でもある。
なお、豊臣秀吉の甥の豊臣秀勝と江(崇源院)との娘である豊臣完子が九条幸家に嫁ぎ、石田三成の曽孫である自証院と徳川家光との娘である霊仙院の曾孫の信受院が九条幸教に嫁いでいるため、直系の子孫である貞明皇后を通して現在の皇室は織田氏、浅井氏、豊臣氏、徳川氏、石田三成の血を受け継いでいる（崇源院#系譜、石田三成#子女参照）。

## 皇子
夫の大正天皇との間に、4人の皇男子を儲けた。皇女子はなかった。現行の皇室典範が施行された後の1947年（昭和22年）10月14日にGHQの指令によって伏見宮系の皇族と宮家が皇籍離脱した際、昭和天皇と弟宮の三男子及び各妃とその子女が皇室に留まった。大正天皇・貞明皇后夫妻は、2022年（令和4年）1月時点における皇室典範の定めるところによる皇室構成員の中で生まれながらの皇族である者（徳仁・明仁・全ての親王・内親王・女王）の最近共通祖先となっている。先述の通り、次男の淳宮雍仁親王出産後の1903年（明治36年）夏に流産している。

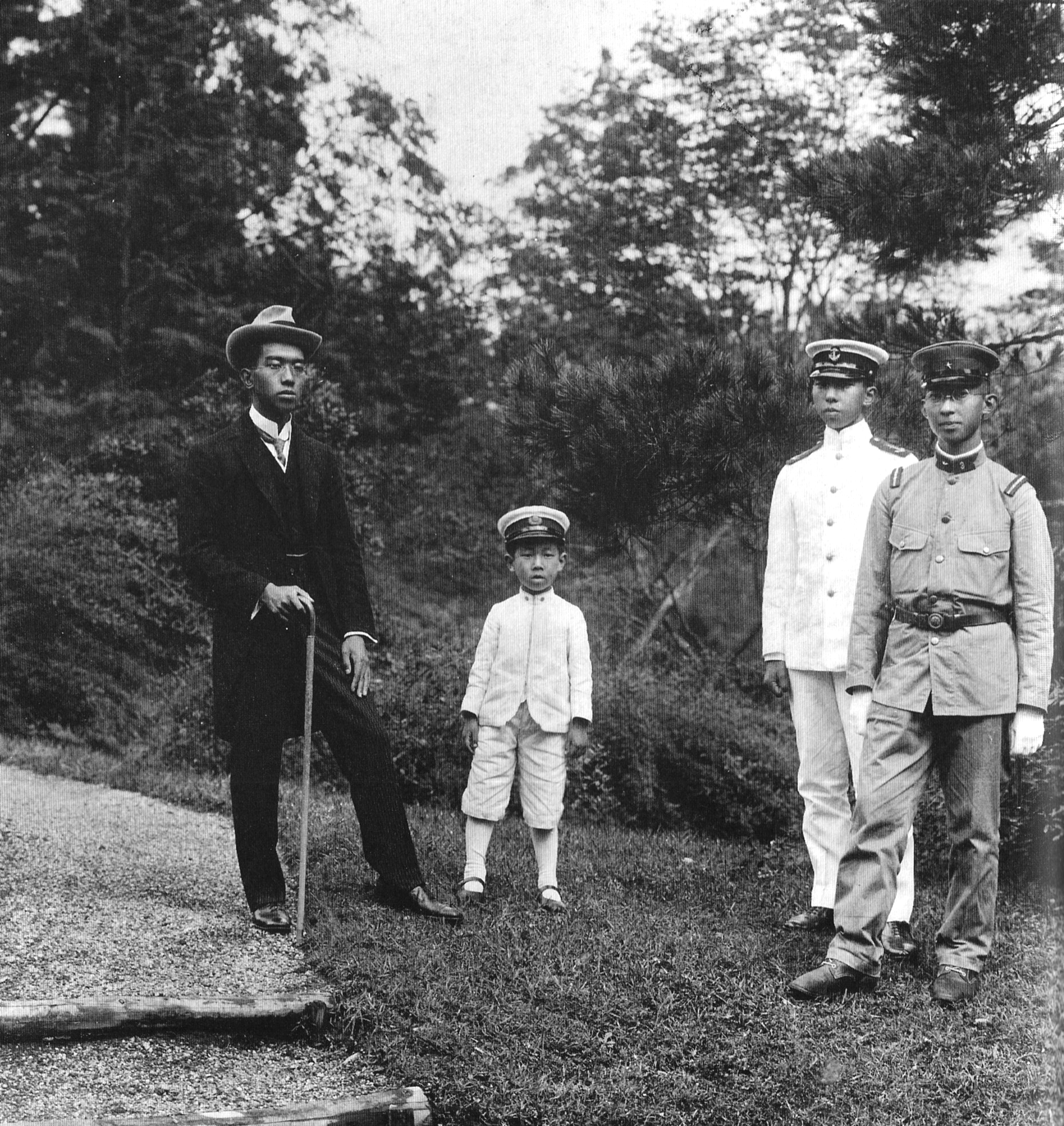
1921年（大正10年）撮影、4人の皇子。
左から皇太子裕仁親王（長男）、崇仁親王（四男）、宣仁親王（三男）、雍仁親王（次男）。

|  | 御称号及び諱・身位 | 読み                | 生年月日                   | 没年月日                                 | 続柄                 | 備考 |
|  | ------------------ | ------------------- | -------------------------- | ---------------------------------------- | -------------------- | --- |
|  | 迪宮裕仁親王       | みちのみや ひろひと | 1901年〈明治34年〉 4月29日 | 1989年〈昭和64年〉 1月7日（満87歳没）    | 第一皇男子 （第1子） | 良子女王（久邇宮家）と結婚（→香淳皇后）。 摂政：1921年(大正10年)11月25日 – 1926年(大正15年)12月25日 昭和天皇（第124代天皇） 子女：2男5女(7人)。 |
|  | 淳宮雍仁親王       | あつのみや やすひと | 1902年〈明治35年〉 6月25日 | 1953年〈昭和28年〉 1月4日（満50歳没）    | 第二皇男子 （第2子） | 松平節子と結婚（→雍仁親王妃勢津子）。 雍仁親王（宮号：秩父宮） 子女：無し。                                                                     |
|  | 光宮宣仁親王       | てるのみや のぶひと | 1905年〈明治38年〉 1月3日  | 1987年〈昭和62年〉 2月3日（満82歳没）    | 第三皇男子 （第3子） | 徳川喜久子と結婚（→宣仁親王妃喜久子）。 宣仁親王（宮号：高松宮） 断絶した有栖川宮家の祭祀を継承。 子女：無し。                                  |
|  | 澄宮崇仁親王       | すみのみや たかひと | 1915年〈大正4年〉 12月2日  | 2016年〈平成28年〉 10月27日（満100歳没） | 第四皇男子 （第4子） | 高木百合子と結婚（→崇仁親王妃百合子）。 崇仁親王（宮号：三笠宮） 子女：3男2女(5人)。                                                            |

### 皇子及びその妃たちとの関係
「姑として、嫁の香淳皇后には何かにつけて厳しかった」という。皇族出身（久邇宮家の嫡出の女子で、身位は女王）であった香淳皇后に対する家柄への妬み（貞明皇后は名門公家藤原氏五摂家の九条家の出身ではあるものの、嫡出ではなく庶子である）と、周囲の人間から考えられていた。
香淳皇后自身は、かなりおっとりした性格で、学齢まで高円寺近くの農家に里子として逞しく養育された貞明皇后とは、根本的に価値観の不一致があった。貞明皇后から香淳皇后に注意は女官長を通じて行なわれていたが、貞明皇后に仕える竹屋津根子皇太后宮女官長、香淳皇后に仕える竹屋志計子女官長は姉妹であり、「互いに言伝しにくかった」と回想している。
宮中で仕える女官長や女官が実際にその衝突を目撃したのは、大正天皇崩御の数ヶ月前、すでに摂政となっていた皇太子裕仁親王（昭和天皇）と同妃良子（香淳皇后）夫妻が療養先である葉山御用邸に見舞いに訪れた際である。皇太子妃良子が姑である皇后節子の前で緊張のあまり、熱冷ましの手ぬぐいを素手ではなく、手袋（今も昔も女性皇族は外出の際は手袋を着用する）を付けたまま絞って手袋を濡らしてしまい、「（お前は何をやらせても）相も変わらず、不細工なことだね」と言われ、何も言い返せずただ黙っているしかなかった。頭脳明敏で気丈な性格の貞明皇后だったが、目下の者にも決して直接叱責することはなく、この一件を目の前にした女官たちに、「二人は嫁姑として全くうまくいっていない」と知らしめる結果になってしまった。
一方で3人の弟宮の嫁達、秩父宮、高松宮、三笠宮の各親王妃（雍仁親王妃勢津子、宣仁親王妃喜久子、崇仁親王妃百合子）とは御所での食事や茶会を度々招いて、可愛がったそうである。特に次男秩父宮の妃であった勢津子はお気に入りであったらしく、お互い親交が深く、毎年3月3日の桃の節句（雛祭り）の折には勢津子妃が実家からお輿入れした際持ち込んだ雛人形を宮邸に飾って、貞明皇后に見てもらうのが恒例行事であったそうである。勢津子妃は、晩年の回想記『銀のボンボニエール』において、そのことを「お子様4人全員が親王様（男子）であったので、毎年お楽しみにされているのでしょう」と語っている。
女官制度の廃止など宮廷改革を進めた長男の昭和天皇に反発し、自身の大宮御所では旧態依然とした宮廷制度を維持した。とはいえ決して昭和天皇との母子関係は悪くなく、「皇居内で見かけた鳥の名前について子供染みた我の張り合いをした」というエピソードもある。また第二次世界大戦時においては、戦況の悪化の中でも疎開を拒む母皇太后を気遣ったことが、昭和天皇が最後まで東京を離れなかった一因ともされる。
しかし「貞明皇后の愛情は、次男の秩父宮に傾きがちであった」と囁かれる。貞明皇后と秩父宮の誕生日は同一日（6月25日）であり、そのことから「皇后は強い縁を感じていた」とも言われる。上記の雍仁親王の婚姻に関しても、「妃に幕末維新で朝敵とされた松平容保の孫である勢津子（せつこ、旧名：節子、読み同じ）を強く推薦したのは貞明皇后で、勢津子との婚姻が成立したのも皇后の意向が大きく働いた結果であった」と言われる。

## 逸話
生涯にわたって数多くの和歌 を著し、また夫・大正天皇の影響もあり、漢詩にも取り組んだ。ハンナ・リデルのハンセン病病院回春病院を援助していたが、後にハンセン病全体に関心を持ち、らい予防協会ができ、皇后の没後寄贈された基金をもとに「藤楓協会」というハンセン病援護団体の設立となった。

## 関連文献

### 回想・伝記
- 福田清人・木俣修ほか編著 『貞明皇后』 主婦の友社、1971年 - 序文入江相政、伝記と歌集
- 筧素彦 『今上陛下〔昭和天皇〕と母宮貞明皇后』 日本教文社、1987年 - 序文徳川義寛
- 西川泰彦 『貞明皇后 その御歌と御詩の世界 「貞明皇后御集」拝読』 錦正社、2007年
- 工藤美代子編著 『母宮貞明皇后とその時代－三笠宮両殿下が語る思い出』 
三笠宮崇仁・三笠宮百合子述、中央公論新社、2007年／中公文庫、2010年
- 工藤美代子 『国母の気品　貞明皇后の生涯』 清流出版、2008年
- 榊原喜佐子 『大宮様と妃殿下のお手紙 古きよき貞明皇后の時代』 草思社、2010年
- 小田部雄次 『昭憲皇太后・貞明皇后』 ミネルヴァ書房〈日本評伝選〉、2010年
- 川瀬弘至 『孤高の国母 貞明皇后－知られざる「昭和天皇の母」』 産経新聞出版、2018年／産経NF文庫、2020年 - 長編評伝

### その他
- 岩見隆夫 『陛下の御質問　昭和天皇と戦後政治』（文春文庫、2005年）
- 浅見雅男 『皇太子婚約解消事件』（角川書店、2010年／角川ソフィア文庫、2018年）- 嘉仁親王（大正天皇）の妃選定までを描く
- 山口幸洋『椿の局の記』[100]（近代文藝社 新書判、2000年）
  - 『大正女官、宮中語り』（創元社、2022年、監修・河西秀哉）

## 登場する作品
- 出雲井晶『天の声―小説・貞明皇后と光田健輔』（展転社、1992年、ISBN 9784886560797）[101][102]
- 植松三十里『大正の后 昭和への激動』（PHP研究所、2014年／PHP文芸文庫、2018年、ISBN 9784569768434）[103]
- 『昭和天皇物語』（2017年より『ビッグコミックオリジナル』で連載、作画 能條純一：原作 半藤一利「昭和史」、脚本：永福一成、監修：志波秀宇）
- 『朝けの空に』（2017年より『産経新聞』連載、川瀬弘至）[104]